# هنر در آلمان نازی
رژیم نازی در آلمان به‌صورت فعال اشکال هنر را بین سال‌های ۱۹۳۳ و ۱۹۴۵ ترویج داد و سانسور کرد. پس از آغاز دیکتاتوری خود در سال ۱۹۳۳، آدولف هیتلر ترجیحات هنری شخصی هنری خود را با قانون طوری عجین کرد که پیشتر کمتر شناخته شده بود. در مورد آلمان، الگو می‌بایست هنر یونان باستان و رومی می‌بود که از دید هیتلر هنری بود که شکل بیرونی آن، ایدئال نژادی درونی را در خود جای داده بود. به‌علاوه، همچنین می‌بایست برای انسان متوسط قابل درک باشد. این هنر باید هم قهرمانانه و هم رمانتیک می‌بود. نازی‌ها به فرهنگ دوره وایمار با نفرت نگاه می‌کردند. این پاسخ آن‌ها تا حدی در زیبایی‌شناسی محافظه‌کارانه و تا حدی در عزم آن‌ها برای استفاده از فرهنگ به‌شکل پروپاگاندا ریشه داشت.

## کتابشناسی
- Adam, Peter (1992). Art of the Third Reich. New York: H.N Abram. ISBN 0-8109-1912-5.
- Grosshans, Henry (1983). Hitler and the Artists. New York: Holmes & Meyer. ISBN 0-8419-0746-3.